# Moonchild (Band)
Moonchild ist eine deutsch-italienische Band, die 1987 unter dem Namen Wages of Sin in Donzdorf gegründet wurde.

## Geschichte
Bereits mit dem ersten Album Shed No Tear konnte sich Moonchild in der Gothic-Szene einen Namen machen. Das Titelstück und das Lied Faces wurden auf Compilations dieses Genres veröffentlicht.
1997 trat Moonchild nach Veröffentlichung des mittlerweile dritten Albums Third auf dem Wave-Gotik-Treffen, einer der größten Veranstaltungen der Schwarzen Szene, in Leipzig auf.
Die ersten drei Alben standen noch in der Tradition des klassischen Gothic Rock, wie ihn Siouxsie and the Banshees, Fields of the Nephilim oder Garden of Delight spielten, jedoch deutlich melodiöser und pop-orientierter.
Der Stil der Band ging ab 1998 schließlich zunehmend in Richtung Dark Rock. Für das Album Melomania konnte anstatt des bisher eingesetzten Drumcomputers der Schlagzeuger Alex Sauer von der Band Love Like Blood gewonnen werden.
Mit dem Album Somewhere Someplace Somehow entwickelte Moonchild ihren neuen, härteren Stil konsequent weiter. Das Album wurde im Bi-Acoustics-Studio in Ostfildern-Ruit aufgenommen.
Im Juli 2007 trat die Band auf dem norwegischen „Kvinesdal Rock Festival“ auf. Ein neues Album erschien 2008 unter dem Namen Nichts ist für immer. Dieses zeigt eine deutliche Abkehr vom früheren Stil in Richtung Pop-Rock. Gleichzeitig verabschiedeten sich Moonchild damit auch von der Plattenindustrie, denn die CD ist nur als Download von der Band-Website erhältlich.

## Diskografie
- 1993: Shed No Tear (Album)
- 1994: Lunatic Dreams (Album)
- 1996: Third (Album)
- 1998: A Single to a Friend (MCD)
- 1998: Melomania (Album)
- 2000: How Now Spirit, Wither Wander You? (Compilation)
- 2002: Somewhere Someplace Somehow (Album)
- 2008: Nichts ist für immer (Album)

## Trivia
Alle drei Mitglieder der Band sind Vegetarier. Besonders Frontfrau Susan d'Iavollo setzt sich gegen Tierquälerei ein. Dies wird im Stück Like a Cannibal vom Album Melomania thematisiert.